# Mysidopsis japonica
Mysidopsis japonica är en kräftdjursart som beskrevs av Ii 1964. Mysidopsis japonica ingår i släktet Mysidopsis och familjen Mysidae. Inga underarter finns listade i Catalogue of Life.